# Systematik der Minerale nach Strunz (8. Auflage)
Die Systematik der Minerale nach Strunz (8. Auflage) ist eine von Hugo Strunz entwickelte, systematische Liste (einschließlich entsprechender System-Nummerierung) aller durch die International Mineralogical Association (IMA) damals aktuell oder ehemals anerkannten Minerale.
Grundlage ist das letztmals 1982 zusammen mit Christel Tennyson herausgegebene Werk Mineralogische Tabellen in der 8. Auflage, wobei diese Auflage eine Nachauflage der 7., unveränderten von 1978 beziehungsweise der 6., korrigierten Auflage von 1977 entspricht. Seitdem wird diese Form der Systematik nur noch durch Stefan Weiß im Lapis-Mineralienverzeichnis weitergeführt, das sich aus Rücksicht auf private Sammler und institutionelle Sammlungen auf die klassische Form der Strunz’schen Systematik bezieht, siehe auch Lapis-Systematik. Als Nachfolger erschien im Jahr 2001 die in weiten Teilen überarbeitete Systematik der Minerale nach Strunz (9. Auflage) mit geänderter System-Nummerierung.
Von der Anerkennung als eigenständiges Mineral abweichender, besonders markierter Status:
(H) = Hypothetisches Mineral (synthetisch, anthropogen o. ä.), (N) = Veröffentlicht ohne Anerkennung durch die IMA/CNMNC, (Q) = Fraglich

## I Elemente
Hierzu gehören diejenigen chemischen Elemente, die in der Natur gediegen, das heißt in freier, ungebundener Form vorkommen. Dazu zählen auch ihre natürlichen Legierungen bzw. intermetallischen Verbindungen sowie Carbide, Nitride, Phosphide und Silicide.

### I/A. Metalle und intermetallische Legierungen (ohne Halbmetalle)
- I/A.01: Kupfer-Reihe: Auricuprid, Gold, Kupfer, Silber
- I/A.02: Quecksilber-Amalgam-Reihe: Goldamalgam (N), Kongsbergit (diskreditiert), Moschellandsbergit, Potarit, Quecksilber
  - Anhang: Zink
- I/A.03: Zinn-Blei-Gruppe: Blei, Zinn
  - Anhang: Indium
- I/A.04: Eisen-Kobalt-Nickel-Gruppe
  - I/A.04a: Eisen-Reihe: Eisen, Kamacit (α-Eisen, seit 2006 diskreditiert), Nickeleisen, Wairauit
  - I/A.04b: Nickel-Reihe: Taenit (γ-Eisen), Eisennickel, Nickel
  - I/A.04c: Awaruit
  - Anhang: Carbide, Nitride, Phosphide; Silicide: Chalypit, Cohenit, Siderazot, Osbornit, Perryit, Schreibersit, Tantalcarbid
- I/A.05: Osmium-Platin-Gruppe
  - I/A.05a: Osmium-Reihe: Iridosmium, Osmium, Ruthenium, Rutheniridosmin
  - I/A.05b: Platin-Reihe: Iridium, Palladium, Platin, Rhodium, Stannopalladinit, Zvyagintsevit

### I/B. Halbmetalle und Nichtmetalle
- I/B.01: Arsen-Reihe: Antimon, Arsen, Arsenolamprit, Bismut (Wismut), Weißer Phosphor, Stibarsen
- I/B.02: Kohlenstoff-Gruppe
  - I/B.02a: Graphit: Graphit (Graphit-2H und Graphit-3R)
  - I/B.02b: Diamant: Diamant, Diamant-2H, Lonsdaleit
  - Anhang: Carborunde: Moissanit, β-Moissanit
- I/B.03: Schwefel-Selen-Gruppe: Klinoschwefel (ehemals β-Schwefel), Rosickýit (γ-Schwefel), Schwefel (α-Schwefel), Selen, Tellur

## II Sulfide und Sulfosalze
Zur Mineralklasse der Sulfide und Sulfosalze gehören neben den Verbindungen von Metallen mit Schwefel auch alle verwandten Verbindungen von Metall mit Selen, Tellur, Arsen, Antimon und Bismut. Namentlich sind dies die Selenide, Telluride, Arsenide, Antimonide und Bismutide.

### II/A’. Legierungen (und legierungsartige Verbindungen) von Metallen mit den Halbmetallen As, Sb, Bi
- II/A’.01: Whitneyit-Koutekit-Gruppe: Algodonit, Horsfordit (diskreditiert 2006), α-Domeykit (alpha-Domeykit), Trigodomeykit (Rn, ehemals Domeykit-β, Beta-Domeykit), Koutekit, Novákit (Novakit), Whitneyit
- II/A’.02: Huntilith-Dyskrasit-Gruppe: Allargentum, Animikit (diskreditiert als Gemenge), Arsenargentit, Chilenit (diskreditiert als bismuthaltige Varietät von Silber), Dyskrasit, Huntilith (diskreditiert als Gemenge), Maldonit
- II/A’.03: Orcelit-Maucherit-Gruppe: Maucherit, Orcelit
- II/A’.04: Arsenopalladinit-Reihe: Arsenopalladinit, Stibiopalladinit

### II/A. Sulfide etc. mit M: S > 1: 1
- II/A.01: Chalkosin-Berzelianit-Gruppe: Chalkosin, Chalkosin(-H), Djurleit, Berzelianit, Weissit
- II/A.02: Digenit-Bornit-Gruppe: Anilith, Bornit, Digenit
  - Anhang: Rickardit, Umangit
- II/A.03: Argentit-Naumannit-Gruppe: Aguilarit, Akanthit (>173 °C: Argentit), Hessit, Naumannit, Petzit
  - Anhang: Argyrodit, Billingsleyit, Canfieldit, Empressit, Stützit
- II/A.04: Stromeyerit-Eukairit-Gruppe: Chalkothallit, Crookesit, Eukairit, Jalpait, Mckinstryit, Stromeyerit
- II/A.05: Parkerit-Shandit-Gruppe: Parkerit, Shandit
- II/A.06: Heazlewoodit-Reihe: Heazlewoodit, Oregonit
- II/A.07: Pentlandit-Reihe: Cobaltpentlandit (Kobaltpentlandit), Djerfisherit, Pentlandit
  - Anhang: Hauchecornit

### II/B. Sulfide mit M: S = 1: 1
ZnS-Typus und Verwandte
- II/B.01: Zinkblende-Reihe: Coloradoit, Hawleyit, Metacinnabarit, Sphalerit (Zinkblende), Stilleit, Tiemannit
  - Anhang: Lautit
- II/B.02: Chalkopyrit-Reihe: Chalkopyrit, Gallit, Raguinit, Roquesit (ehemals Roquésit), Talnakhit
- II/B.03: Luzonit-Germanit-Gruppe
  - II/B.03a: Luzonit-Reihe: Briartit, Famatinit (ehemals Stibioluzonit), Hocartit, Kësterit (Kesterit, Kösterit), Luzonit, Sakuraiit, Stannit (Stannin), Stannoidit
  - II/B.03b: Renierit-Reihe: Mawsonit, Renierit
  - II/B.03c: Germanit-Reihe: Colusit, Germanit
- II/B.04: Sulvanit-Reihe: Arsenosulvanit (diskreditiert 2006[4]), Lazarevicit, Sulvanit
- II/B.05: Tennantit-Reihe: Bi-Tetraedrit (ehemals Annivit, diskreditiert 2008), Freibergit, Tennantit, Tetraedrit
  - Anhang: Nowackiit, Sinnerit
- II/B.06: Wurtzit-Reihe: Cadmoselit, Greenockit, Hexastannit (diskreditiert), Rhodostannit, Wurtzit (Wurtzit-2H)
- II/B.07: Enargit-Reihe: Enargit, Stibioenargit (von der IMA nicht anerkannt)
- II/B.08: Cubanit-Sternbergit-Gruppe: Argentopyrit, Argyropyrit (diskreditiert), Cubanit, Sternbergit (Frieseit)

NiAs-Typus und Verwandte
- II/B.09: Unbenannte Gruppe
  - II/B.09a: NiAs-Reihe: Achávalit (Achavalit), Breithauptit, Freboldit, Imgreit (diskreditiert), Jaipurit (Q), Kotulskit, Langisit, Nickelin, Pyrrhotin, Sederholmit, Smythit, Troilit
  - II/B.09b: Mackinawit
  - II/B.09c: Gering deformierte NiAs-Struktur: Modderit
- II/B.10: Millerit-Reihe: Mäkinenit, Millerit

PbS-Typus und Verwandte
- II/B.11: Galenit-Reihe: Alabandin, Altait, Clausthalit, Galenit, Niningerit, Oldhamit
- II/B.12: Miargyrit-Schapbachit-Gruppe: Aramayoit, Matildit, Miargyrit, Schapbachit, Volynskit
- II/B.13: Herzenbergit-Reihe: Herzenbergit, Teallit
  - Anhang: Franckeit, Kylindrit
- II/B.14: Cinnabarit: Cinnabarit

Weitere Strukturtypen
- II/B.15: Covellin-Reihe: Covellin, Idait, Klockmannit, Valleriit
  - Anhang: Vulcanit
- II/B.16: Braggit-Cooperit-Gruppe: Braggit, Cooperit, Vysotskit

### II/C. Sulfide mit M: S < 1: 1
- II/C.01: Linneit-Reihe: Bornhardtit, Carrollit, Daubréelith, Greigit, Indit, Linneit, Polydymit, Siegenit, Trüstedtit, Tyrrellit, Violarit
  - Anhang: Wilkmanit
- II/C.02: Antimonit-Reihe: Bismuthinit, Guanajuatit, Horobetsuit (diskreditiert), Paxit, Stibnit (Antimonit)
  - Anhang: Kermesit, Ottemannit
- II/C.03: Tetradymit-Ikunolith-Paraguanajuatit-Gruppe
  - II/C.03a: Tetradymit-Reihe: Csiklovait (diskreditiert 1991), Tellurobismutit, Tetradymit, Wehrlit (identisch mit Pilsenit)
  - II/C.03b: Ikunolith-Reihe: Ikunolith, Joséit, Laitakarit
  - II/C.03c: Paraguanajuatit etc.: Hedleyit, Paraguanajuatit, Platynit (diskreditiert 1999)
- II/C.04: Gold-Silber-Telluride: Calaverit, Kostovit, Krennerit, Montbrayit, Nagyágit (Nagyagit), Sylvanit

M : S = 1 : 2
- II/C.05: Pyrit-Reihe: Aurostibit, Cattierit, Geversit, Hauerit, Laurit, Michenerit, Penroseit, Pyrit, Sperrylith, Trogtalit, Vaesit, Villamanínit
- II/C.06: Cobaltin-Ullmannit-Gruppe
  - II/C.06a: Cobaltin-Reihe: Cobaltit (Cobaltin), Gersdorffit
  - II/C.06b: Ullmannit-Reihe: Kallilith (diskreditiert), Ullmannit, Willyamit
  - II/C.06c: Hollingworthit-Reihe: Hollingworthit, Irarsit
- II/C.07: Markasit-Reihe: Ferroselit, Frohbergit, Hastit (diskreditiert 2009), Kullerudit, Markasit
- II/C.08: Löllingit-Reihe: Löllingit, Rammelsbergit, Safflorit
  - Anhang: Froodit, Pararammelsbergit (Para-Rammelsbergit)
- II/C.09: Arsenopyrit-Gruppe: Arsenopyrit, Glaukodot, Gudmundit
- II/C.10: Molybdänit-Reihe: Drysdallit (IMA 1973-027), Jordisit, Molybdänit, Tungstenit
- II/C.11: Melonit-Reihe: Berndtit, Kitkait, Melonit, Merenskyit, Moncheit

M : S < 1 : 2
- II/C.12: Skutterudit-Reihe: Chathamit, Chloanthit (beide diskreditiert als Varietäten von Nickelskutterudit), Nickelskutterudit, Skutterudit

### II/D. Komplexe Sulfide (Sulfosalze)
- II/D.01: Proustit-Xanthokon-Gruppe
  - II/D.01a: Proustit-Reihe: Proustit, Pyrargyrit
  - II/D.01b: Xanthokon-Reihe: Pyrostilpnit, Xanthokon
  - Anhang: Samsonit
- II/D.02: Kupferspießglanz-Gruppe: Chalkostibit, Cuprobismutit, Emplektit, Wittichenit
  - Anhang: Berthierit
- II/D.03: Silberspießglanz-Gruppe: Alaskait (als Mineralgemenge diskreditiert), Antimonpearceit und Arsenpolybasit (reklassifiziert als Polytypen von Pearceit), Benjaminit, Pearceit, Polybasit, Smithit, Stephanit, Tapalpit (als Mineralgemenge diskreditiert), Trechmannit
  - Anhang: Hatchit, Hutchinsonit, Imhofit, Livingstonit, Lorándit (Lorandit), Vrbait, Wallisit
- II/D.04: Bleikupferspießglanz-Gruppe
  - II/D.04a: Seligmannit-Reihe: Bournonit, Seligmannit
  - II/D.04b: Aikinit-Reihe: Aikinit, Gladit, Hammarit, Lindströmit, Rézbányit (diskreditiert)
  - Anhang: Berryit, Betechtinit, Neyit, Nuffieldit, Wittit
- II/D.05: Bleisilberspießglanz-Gruppe
  - II/D.05a: Lengenbachit-Fizelyit: Fizélyit (Fizelyit), Lengenbachit
  - II/D.05b: Andorit-Varianten: Quatrandorit (ehemals Andorit und Andorit IV), Senandorit (ehemals Andorit und Andorit VI, Synonym Sundtit), Nakaseit (diskreditiert), Ramdohrit
  - II/D.05c: Freieslebenit-Reihe: Freieslebenit, Marrit
  - II/D.05d: Diaphorit-Schirmerit: Diaphorit, Owyheeit (Teremkovit), Schirmerit (diskreditiert 2008)
- II/D.06: Sartorit-Jordanit-Gruppe (Bleiarsenspießglanze): Baumhauerit, Dufrénoysit, Geokronit, Gratonit, Jordanit, Liveingit, Rathit-I, Rathit-III, Sartorit
- II/D.07: Jamesonit-Boulangerit-Gruppe (Bleiantimonspießglanze): Boulangerit, Dadsonit, Fülöppit, Guettardit, Heteromorphit, Jamesonit, Launayit, Madocit, Meneghinit, Parajamesonit (diskreditiert 2006), Plagionit, Playfairit, Robinsonit, Semseyit, Sorbyit, Sterryit, Tintinait, Twinnit, Veenit, Zinkenit (Zinckenit)
- II/D.08: Galenobismutit-Cosalit-Gruppe (Bleiwismutspießglanze): Bonchevit (diskreditiert 2006), Bursait (diskreditiert 2006), Cannizzarit, Cosalit, Galenobismutit, Giessenit, Kobellit, Lillianit, Ustarasit, Weibullit
  - Anhang: Patronit-Realgar-Gruppe (mit ausgesprochen nichtmetallischem Charakter): Auripigment, Dimorphin, Gerstleyit, Getchellit, Metastibnit, Patrónit (Patronit), Realgar

## III Halogenide
Zur Mineralklasse der Halogenide gehören alle Verbindungen mit den Halogenen der 7. Hauptgruppe des Periodensystems der Elemente, namentlich die Fluoride, Chloride, Bromide und Iodide (veraltet Jodide).

### III/A. Einfache Halogenide
Metall : Halogen = 1 : 1
- III/A.01: Miersit-Jodargyrit-Gruppe
  - III/A.01a: Mirsit-Reihe: Marshit, Miersit, Nantokit
  - III/A.01b: Jodargyrit: Jodargyrit
- III/A.02: Halit-Reihe: Bromargyrit, Carobbiit, Chlorargyrit, Halit, Sylvin, Villiaumit
- III/A.03: Salmiak: Salmiak
- III/A.04: Kalomel-Reihe: Coccinit (Jodquecksilber), Kalomel

Metall : Halogen = 1 : 2
- III/A.05: Sellait-Hydrophilit-Gruppe: Chlorocalcit (Bäumlerit), Hydrophilit (Q), Sellait
- III/A.06: Chloromagnesit-Reihe: Chloromagnesit, Lawrencit, Scacchit
- III/A.07: Fluorit-Reihe: Cerfluorit (diskreditiert), Fluorit, Yttrofluorit (diskreditiert)
  - Anhang: Gagarinit, Fluocerit (Tysonit)
- III/A.08: Aluminiumchlorid-Molysit-Gruppe: Aluminiumchlorid (Q), Molysit

Einfache Halogenide mit H2O
- III/A.09: Hydrohalit-Bischofit-Gruppe: Antarcticit, Bischofit, Eriochalcit, Hydrohalit, Nickelbischofit (IMA 1978-056)
- III/A.10: Fluellit-Chloroaluminit-Gruppe: Cadwaladerit (Q), Chloraluminit, Fluellit

### III/B. Doppelhalogenide
- III/B.01: Ferruccit-Avogadrit-Gruppe: Avogadrit, Ferruccit
- III/B.02: Malladrit-Kryptohalit-Gruppe: Bararit, Hieratit, Kryptohalit, Malladrit
- III/B.03: Kryolith-Elpasolith-Gruppe: Boldyrevit (diskreditiert 2006), Chukhrovit, Creedit, Elpasolith, Gearksutit, Jarlit, Kryolith (β-Kryolith >500 °C), Kryolithionit, Tikhonenkovit, Usovit, Yaroslavit (Jaroslavit)
- III/B.04: Thomsenolith-Gruppe: Pachnolith, Thomsenolith
- III/B.05: Prosopit-Chiolith-Ralstonit-Gruppe: Chiolith, Neighborit, Prosopit, Hydrokenoralstonit (ehemals Ralstonit), Weberit
- III/B.06: Rinneit-Reihe: Chlormanganokalit, Rinneit
- III/B.07: Mitscherlichit-Erythrosiderit-Gruppe: Douglasit, Erythrosiderit, Kremersit, Mitscherlichit
- III/B.08: Carnallit-Tachyhydrit-Gruppe: Almerait (als Gemenge diskreditiert), Carnallit, Koenenit, Tachyhydrit

### III/C. Oxidhalogenide
- III/C.01: Atacamit-Reihe: Atacamit, Kempit
  - Anhang: Anthonyit, Botallackit, Calumetit, Melanothallit, Paratacamit
- III/C.02: Buttgenbachit-Connellit-Reihe: Buttgenbachit, Connellit (Tallingit), Zirklerit
- III/C.03: Terlinguait-Eglestonit-Gruppe: Eglestonit, Kleinit, Mosesit, Terlinguait
- III/C.04: Boleit-Diaboleit-Haematophanit-Gruppe: Boleit, Chloroxiphit, Cumengeit, Diaboleit, Hämatophanit (Haematophanit), Percylith (als Gemenge diskreditiert), Pseudoboleit
- III/C.05: Fiedlerit-Laurionit-Matlockit-Gruppe: Bismoclit, Cotunnit, Daubréeit, Fiedlerit, Laurionit, Matlockit, Paralaurionit, Pseudocotunnit, Zavaritskit
- III/C.06: Mendipit-Nadorit-Gruppe: Blixit, Ekdemit, Heliophyllit, Lorettoit (diskreditiert), Mendipit, Nadorit, Onoratoit, Penfieldit, Perit

## IV Oxide und Hydroxide
Oxide und Hydroxide sind Verbindungen mit Sauerstoff, außer Salze der Säuren mit den typischen Säurerest-Ionen (Bsp. X-[SO4] als Salz der Schwefelsäure). Ebenfalls zu dieser Klasse zählen die Vanadate mit der Oxidationsstufe V4+/5+, Arsenite, Sulfite, Selenite, Tellurite und Iodate.

### IV/A. Verbindungen mit M2O und MO
- IV/A.01: Eis: Eis (I), Eis (Ic)
- IV/A.02: Cuprit-Gruppe: Cuprit
- IV/A.03: Bromellit-Reihe: Bromellit, Zinkit
- IV/A.04: Periklas-Reihe: Bunsenit, Calciumoxid, Manganosit, Monteponit, Periklas, Wüstit
  - Anhang: Murdochit
- IV/A.05: Tenorit-Paratenorit-Gruppe: Paramelaconit (Paratenorit), Tenorit
  - Anhang: Crednerit
- IV/A.06: Delafossit-Reihe: Delafossit, Mcconnellit
- IV/A.07: Montroydit-Lithargit-Gruppe: Lithargit, Massicotit, Montroydit, Palladinit
- IV/A.08: Brownmillerit-Mayenit-Gruppe: Brownmillerit, Mayenit (diskreditiert, neudefiniert und umbenannt zu Chlormayenit)

### IV/B. Verbindungen mit M3O4- und verwandte Verbindungen
- IV/B.01: Spinell-Reihe
  - IV/B.01a: Aluminium-Spinelle: Gahnit, Galaxit, Hercynit, Spinell
  - IV/B.01b: Eisen(III)-Spinelle: Franklinit, Jakobsit, Magnesioferrit, Magnetit, Trevorit
  - IV/B.01c: Chrom-Spinelle: Chromit (Donathit), Chromohercynit (diskreditiert, da Cr-haltiger Hercynit), Magnesiochromit, Manganochromit, Picotit (diskreditiert, da Cr-haltiger Hercynit)
  - IV/B.01d: Vanadin- und Titan-Spinelle: Coulsonit, Ulvöspinell (Ulvit)
- IV/B.02: Hausmannit-Reihe: Hausmannit, Hetaerolith, Vredenburgit (diskreditiert)
  - Anhang: Marokit
- IV/B.03: Trippkeit-Reihe: Minium (Mennige), Schafarzikit, Trippkeit
- IV/B.04: Chrysoberyll-Swedenborgit-Gruppe: Chrysoberyll, Taaffeit, Swedenborgit

### IV/C. M2O3- und verwandte Verbindungen
- IV/C.01: Claudetit-Valentinit-Gruppe: Claudetit, Valentinit
- IV/C.02: Arsenolith-Bismit-Gruppe: Arsenolith, Bismit, Russellit, Senarmontit, Sillénit
  - Anhang: Koechlinit
- IV/C.03: Bixbyit-Reihe: Avicennit, Bixbyit-(Mn) (ehemals Bixbyit, auch Partridgeit)
- IV/C.04: Korund-Ilmenit-Gruppe
  - IV/C.04a: Korund-Reihe: Eskolait, Hämatit (Haematit), Karelianit, Korund
  - IV/C.04b: Ilmenit-Reihe: Geikielith, Ilmenit, Melanostibit (Melanostibian), Pyrophanit
  - IV/C.04c: γ-Korund-Reihe: Nigerit (Mineralgruppe), Maghemit, Titanomaghemit
- IV/C.05: β-Korund-Magnetoplumbit-Gruppe: Hibonit, Högbomit (Mineralgruppe), Magnetoplumbit
  - Anhang: Plumboferrit
- IV/C.06: Davidit-Crichtonit-Reihe: Crichtonit (Mohsit), Davidit, Landauit, Senait
- IV/C.07: Perowskit-Gruppe: Dysanalyt (diskreditiert als Varietät von Perowskit), Latrappit, Loparit (Rn 2017, ehemals Loparit-(Ce)), Lueshit, Nioboloparit (diskreditiert als Varietät von Loparit-(Ce)), Perowskit, Uhligit (diskreditiert 2006), Zirkelit
- IV/C.08: Stibiconit-Reihe: Bindheimit (Q), Partzit, Roméit, Schneebergit (nach Brezina, diskreditiert als Varietät von Roméit), Stetefeldtit, Stibiconit
- IV/C.09: Pyrochlor-Mikrolith-Gruppe
  - IV/C.09a: Pyrochlor-Reihe, Nb > Ta: Bariopyrochlor (Pandait), Betafit, Ceriopyrochlor-(Ce) (Marignacit), Koppit (diskreditiert 2010), Plumbopyrochlor (diskreditiert 2010), Pyrochlor, Uranopyrochlor (diskreditiert 2010), Yttrobetafit-(Y), Yttropyrochlor-(Y) (diskreditiert, auch Obruchevit)
  - IV/C.09b: Mikrolith-Reihe: Bariomikrolith (Rijkeboerit), Bismutomikrolith (Westgrenit, diskreditiert 2010), Mikrolith, Plumbomikrolith, Stannomikrolith (Sukulait, diskreditiert 2010), Uranmikrolith
  - Anhang: Calzirtit, Niobozirkonolith (diskreditiert als niobhaltige Varietät von Zirkonolith), Zirkonolith
- IV/C.10: Derbylith-Haematostibiit-Gruppe: Derbylith, Haematostibiit (diskreditiert, da identisch mit Katoptrit)
- IV/C.11: Pseudobrookit-Reihe: Armalcolit (Kennedyit), Pseudobrookit
  - Anhang: Freudenbergit

### IV/D. MO2- und verwandte Verbindungen
- IV/D.01: SiO2-Familie
  - IV/D.01a: Quarz-Tridymit-Cristobalit-Gruppe: Cristobalit, Quarz, Hochcristobalit, Hochquarz, Hochtridymit, Tridymit
    - Anhang: Melanophlogit

  - IV/D.01b: Keatit-Coesit-Stishovit-Gruppe: Coesit, Keatit (N), Stishovit
  - IV/D.01c: Lechatelierit-Opal-Gruppe: Lechatelierit (Q), Opal
- IV/D.02: Rutil-Reihe: Kassiterit (Cassiterit), Plattnerit, Rutil, Varlamoffit (Q)
  - Anhang: Belyankinit (Beljankinit, Q), Cafetit, Gerasimovskit, Manganbelyankinit (Manganbeljankinit, Q), Priderit, Redledgeit
- IV/D.03: Braunstein-Familie (im wesentlichen MnO2)
  - IV/D.03a: Pyrolusit: Pyrolusit
  - IV/D.03b: Kryptomelan-Reihe: Coronadit, Hollandit, Kryptomelan, Manjiroit, Todorokit, Vernadit (Q), Woodruffit
  - IV/D.03c: Psilomelan (Gruppenname)
  - IV/D.03d: Ramsdellit-Nsutit-Gruppe: Nsutit, Ramsdellit
  - IV/D.03e: Birnessit-Reihe: Birnessit
- IV/D.04: Polyrutil-Reihe: Byströmit, Columbit-(Fe) (ehemals Ferrocolumbit bzw. Mossit), Ordoñezit, Tapiolit, Tripuhyit
- IV/D.05: Selenolith-Anatas-Gruppe: Anatas, Selenolith (Q, diskreditiert 2006)
- IV/D.06: Tellurit-Paratellurit-Gruppe: Paratellurit, Tellurit

Brookit-Wolframit-Columbit-Familie
- IV/D.07: Brookit: Brookit
- IV/D.08: Wolframit-Reihe: Ferberit, Hübnerit, Sanmartinit, Wolframit (Mischkristall)
  - Anhang: Raspit
- IV/D.09: Ixiolith-Wodginit-Gruppe: Ixiolith, Wodginit
- IV/D.10: Unbenannte Gruppe
  - IV/D.10a: Columbit-Reihe: Columbit (Niobit, Toddit), Columbit-(Mg) (Magnesioniobit, ehemals Magnesiocolumbit), Columbit-(Mn) (Manganoniobit, ehemals Manganocolumbit), Tantalit, Tantalit-(Mn) (ehemals Manganotantalit)
  - IV/D.10b: Euxenit-Reihe: Euxenit, Fersmit, Ishikawait, Kobeit, Loranskit, Polykras, Tantalpolykras (Q), Samarskit, Tanteuxenit, Yttrokrasit-(Y) (Yttrokras), Yttrotantalit
  - Anhang: Kassit
- IV/D.11: Aeschynit-Reihe: Aeschynit (Priorit), Polymignit (diskreditiert 1989)
- IV/D.12: Brannerit-Reihe: Brannerit, Thorutit
- IV/D.13: Fergusonit-Reihe: Fergusonit, Formanit
  - Anhang: Fergusonit-β (β-Fergusonit)
- IV/D.14: Stibioniobit-Reihe: Bismutotantalit, Cervantit, Stibiocolumbit (Stibioniobit), Stibiotantalit
- IV/D.15: Nolanit-Simpsonit-Thoreaulith-Gruppe: Nolanit, Simpsonit, Thoreaulith
- IV/D.16: Baddeleyit-Uraninit-Gruppe
  - IV/D.16a: Baddeleyit-Reihe: Baddeleyit
  - IV/D.16b: Uraninit-Reihe: Cerianit-(Ce) (ehemals Cerianit), Thorianit, Uraninit

### IV/E. MxOy-Verbindungen mit M: O < 1: 2
- IV/E.01: Vanadinoxid: Shcherbinait (Vanadinocker), Tantit (Tantalocker)
- IV/E.02: Oxide von Molybdän, Wolfram u. a.: Molybdit (Molybdänocker)

### IV/F. Hydroxide
- IV/F.01: Sassolin: Sassolin
- IV/F.02: Gibbsit-Bayerit-Gruppe: Bayerit, Gibbsit (Hydrargillit), Nordstrandit, Scarbroit
- IV/F.03: Brucit-Reihe: Amakinit, Brucit, Pyrochroit, Portlandit, Theophrastit
  - Anhang: Coalingit, Iowait, Takovit
- IV/F.04: Diaspor-Böhmit-Gruppe
  - IV/F.04a: Diaspor-Reihe: Bracewellit, Diaspor, Goethit, Groutit, Montroseit, Paramontroseit
    - Anhang: Feitknechtit, Manganit

  - IV/F.04b: Akaganeit: Akaganeit
  - IV/F.04c: Böhmit-Reihe: Böhmit, Lepidokrokit
  - IV/F.04d: Guyanait: Guyanait
  - IV/F.04e: Heterogenit-Reihe: Grimaldiit, Heterogenit
  - Anhang: Ranciéit
- IV/F.05: Lithiophorit-Quenselit-Gruppe: Aurorit, Chalkophanit, Hydrocalumit, Lithiophorit, Quenselit
- IV/F.06: Söhngeit-Stottit-Gruppe: Dzhalindit (Djalindit), Söhngeit, Stottit, Wickmanit

Familie der Vanadin-Hydroxide
- IV/F.07: Duttonit-Doloresit-Gruppe: Alvanit, Bokit, Doloresit, Duttonit, Häggit, Navajoit, Satpaevit, Simplotit, Vanalit
- IV/F.08: Pascoit-Hummerit-Gruppe: Huemulit, Hummerit, Pascoit
  - Anhang: Melanovanadit, Sherwoodit
- IV/F.09: Rossit-Hewettit-Gruppe: Barnesit, Corvusit, Fernandinit, Grantsit, Hendersonit, Hewettit, Metahewettit, Metarossit, Rossit
- IV/F.10: Tungstit-Hydrotungstit-Gruppe: Tungstit, Hydrotungstit, Ilsemannit, Meymacit, Yttrotungstit-(Ce) (Thorotungstit)

Familie der Uranyl-Hydroxide
- IV/F.11: Ianthinit-Reihe: Ianthinit, Masuyit
- IV/F.12: Becquerelit-Reihe: Becquerelit, Billietit, Compreignacit
  - Anhang: Wölsendorfit
- IV/F.13: Fourmarierit-Reihe: Fourmarierit, Metaschoepit, Paraschoepit, Schoepit, Vandendriesscheit
- IV/F.14: Vandenbrandeit-Curit-Gruppe: Clarkeit, Curit, Richetit, Uranosphärit, Vandenbrandeit

### IV/G. Arsenite, Selenite, Tellurite und Jodate
- IV/G.01: Arsenite: Armangit, Asbecasit, Finnemanit, Magnussonit, Reinerit, Stenhuggarit, Trigonit
- IV/G.02: Selenite und Tellurite
  - IV/G.02a: Chalkomenit-Reihe: Chalkomenit, Teineit
  - IV/G.02b: Cobaltomenit-Reihe: Ahlfeldit, Cobaltomenit, Molybdomenit
  - IV/G.02c: Emmonsit-Mackayit-Gruppe: Emmonsit, Mackayit, Poughit, Rodalquilarit
  - IV/G.02d: Guilleminit-Moctezumit-Gruppe. Mit UO2: Demesmaekerit, Guilleminit, Moctezumit
  - IV/G.02e: Denningit-Spiroffit-Gruppe: Cliffordit, Denningit, Ferrotellurit (diskreditiert, IMA 19-G), Magnolit, Montanit, Sonorait, Spiroffit, Zemannit
- IV/G.03: Jodate: Bellingerit, Dietzeit, Lautarit, Salesit, Schwartzembergit

## V Nitrate, Carbonate und Borate
Zu den Carbonaten zählen die Salze der Kohlensäure, zu den Nitraten die Salze der Salpetersäure und zu den Boraten die Salze der Borsäure.

### Va. Nitrate
- Va.01: Nitronatrit-Gruppe: Nitrammit (diskreditiert), Nitrokalit, Nitronatrit
- Va.02: Nitrobarit-Gruppe: Nitrobaryt (Nitrobarit), Nitrocalcit, Nitromagnesit
- Va.03: Gerhardtit-Gruppe: Darapskit, Gerhardtit, Likasit

### Vb. Carbonate

#### Vb/A. Wasserfreie Carbonate ohne fremde Anionen
- Vb/A.01: Nahcolith-Kalicinit-Gruppe: Kalicinit, Nahcolith, Teschemacherit, Wegscheiderit
- Vb/A.02: Calcit-Gruppe: Calcit, Gaspéit, Magnesit, Otavit, Rhodochrosit, Siderit, Smithsonit, Sphärocobaltit
  - Anhang: Vaterit
- Vb/A.03: Dolomit-Norsethit-Gruppe
  - Vb/A.03a: Dolomit-Reihe: Ankerit, Dolomit, Kutnohorit (Kutnahorit)
  - Vb/A.03b: Norsethit-Reihe: Norsethit
  - Anhang: Benstonit, Huntit
- Vb/A.04: Aragonit-Reihe: Alstonit, Aragonit, Cerussit, Strontianit, Witherit
  - Anhang: Barytocalcit
- Vb/A.05: Eitelit-Sahamalith-Gruppe: Burbankit, Bütschliit, Carbocernait, Eitelit, Fairchildit, Nyerereit, Sahamalith, Shortit

#### Vb/B. Wasserfreie Carbonate mit fremden Anionen
Mit mittelgroßen Kationen
- Vb/B.01: Azurit-Hydrozinkit-Gruppe: Aurichalcit, Azurit, Hydrozinkit, Loseyit, Malachit, Rosasit

Mit mittelgroßen und sehr großen Kationen
- Vb/B.02: Dawsonit-Stenonit-Gruppe: Stenonit, Dawsonit, Tunisit
- Vb/B.03: Northupit-Tychit-Gruppe: Bradleyit, Northupit, Tychit

Mit sehr großen Kationen
- Vb/B.04: Bastnäsit-Hydrocerussit-Gruppe: Bastnäsit, Huanghoit, Hydroxylbastnäsit, Cordylit-(Ce) (ehemals Kordylit), Parisit, Röntgenit, Synchysit-(Ce), Synchysit-(Nd), Synchysit-(Y) (Doverit), Thorbastnäsit
  - Anhang: Hydrocerussit, Plumbonacrit
- Vb/B.05: Phosgenit-Bismutit-Gruppe: Beyerit, Bismutit, Kettnerit, Phosgenit

#### Vb/C. Wasserhaltige Carbonate ohne fremde Anionen
Mit mittelgroßen Kationen
- Vb/C.01: Nesquehonit-Lansfordit-Gruppe: Barringtonit, Hellyerit, Ikait, Lansfordit, Monohydrocalcit, Nesquehonit

Mit sehr großen Kationen
- Vb/C.02: Thermonatrit-Soda-Gruppe: Chalkonatronit, Gaylussit, Pirssonit, Soda, Thermonatrit, Trona
- Vb/C.03: Calkinsit-Lanthanit-Gruppe: Calkinsit, Lanthanit, Mckelveyit, Tengerit
- Vb/C.04: Weloganit: Weloganit

#### Vb/D. Wasserhaltige Carbonate mit fremden Anionen
- Vb/D.01: Hydromagnesit-Artinit-Gruppe: Artinit, Brugnatellit, Giorgiosit, Hydromagnesit
  - Anhang: Callaghanit, Zaratit
- Vb/D.02: Sjögrenit-Pyroaurit-Gruppe
  - Vb/D.02a: Sjögrenit-Reihe: Barbertonit, Manasseit, Sjögrenit
  - Vb/D.02b: Pyroaurit-Reihe: Hydrotalkit, Pyroaurit, Reevesit, Stichtit, Eardleyit (diskreditiert, da identisch mit Takovit)
- Vb/D.03: Alumohydrocalcit-Ankylit-Gruppe: Alumohydrocalcit, Ankylit, Dundasit, Nasledovit
- Vb/D.04: Gruppe der Uranyl-Carbonate: Andersonit, Bayleyit, Liebigit, Metazellerit, Rabbittit, Rutherfordin, Schröckingerit, Sharpit, Studtit, Swartzit, Voglit, Wyartit, Zellerit

### Vc. Borate

#### Vc/A. Inselborate (Nesoborate)
Planare BO3-Komplexe ohne fremde Anionen
- Vc/A.01: Jeremejewit-Kotoit-Gruppe
  - Vc/A.01a: Jeremejewit (Eichwaldit)
  - Vc/A.01b: Kotoit-Reihe: Borcarit, Jimboit, Kotoit
- Vc/A.02: InBO3-CaSn[BO3]2-LaBO3-Gruppe
  - Vc/A.02a: InBO3Reihe: unbesetzt
  - Vc/A.02b: Nordenskiöldin: Nordenskiöldin
  - Vc/A.02c: LaBO3-Reihe: unbesetzt

Planare BO3-Komplexe mit fremden Anionen
- Vc/A.03: Warwickit-Pinakiolith-Gruppe: Gaudefroyit, Hulsit, Ludwigit, Orthopinakiolith, Pinakiolith, Vonsenit, Warwickit
- Vc/A.04: Nocerin-Reihe: Nocerin (diskreditiert, Synonym für Fluoborit), Fluoborit
  - Anhang: Berborit, Johachidolith, Sakhait, Wightmanit
- Vc/A.05: Sinhalit-Béhierit-Gruppe: Béhierit (ehemals Behierit), Sinhalit
- Vc/A.06: Bandylith-Cahnit-Gruppe: Bandylith, Cahnit, Teepleit
- Vc/A.07: Sulfoborit-Seamanit-Gruppe: Seamanit, Sulfoborit

#### Vc/B. Gruppenborate (Soroborate)
Verknüpfung planarer B(O,OH)3-Komplexe
- Vc/B.01: Suanit-Reihe: Kurchatovit, Suanit
- Vc/B.02: Ascharit-Reihe: Sussexit, Szaibélyit (Szaibelyit, Ascharit)
  - Anhang: Roweit, Sibirskit
- Vc/B.03: Wiserit-Lüneburgit-Gruppe: Carboborit, Lüneburgit, Wiserit

Verknüpfung planarer B(O,OH)3- und tetraedrischer B(O,OH)4-Komplexe
- Vc/B.04: Inderit-Meyerhofferit-Gruppe: Inderit, Inderborit, Inyoit, Kurnakovit, Meyerhofferit
  - Anhang: Ameghinit
- Vc/B.05: Tincalconit-Borax-Gruppe: Borax, Tincalconit
  - Anhang: Halurgit, Hungchaoit
- Vc/B.06: Ezcurrit-Nasinit-Gruppe: Ezcurrit, Nasinit
- Vc/B.07: Ulexit-Gruppe: Priceit (Pandermit), Tertschit, Ulexit
- Vc/B.08: Larderellit-Ammonioborit-Gruppe: Ammonioborit, Larderellit, Santit, Sborgit
- Vc/B.09: Ginorit-Reihe: Ginorit, Strontioginorit (Volkovit)

Verknüpfung tetraedrischer B(O,OH)4-Komplexe
- Vc/B.10: Pinnoit-Frolovit-Gruppe: Frolovit, Pinnoit

#### Vc/C. Kettenborate (Inoborate)
Ketten aus planaren BO3-Komplexen
- Vc/C.01: Calcium-Metaborat-Reihe: Calciborit, Kurgantait

Ketten aus planaren B(O,OH)3 und tetraedrischen B(O,OH)4-Komplexen
- Vc/C.02: Volkovskit-Gowerit-Gruppe: Aksait, Gowerit, Rivadavit, Volkovskit
- Vc/C.03: Colemanit-Hydroboracit-Gruppe: Colemanit, Hydroboracit
- Vc/C.04: Biringuccit, Kernit, Preobrazhenskit (Preobratschenskit)
- Vc/C.05: Probertit-Gruppe: Probertit
- Vc/C.06: Kaliborit: Kaliborit
- Vc/C. – Unklassifiziert: Braitschit-(Ce) (Braitschit), Teruggit[5]

Ketten aus tetraedrischen B(O,OH)4-Komplexen
- Vc/C. – Unklassifiziert: Nifontovit, Pentahydroborit, Uralborit, Vimsit[5]

#### Vc/D. Schichtborate (Phylloborate)
Schichten aus planaren B(O,OH)3 und tetraedrischen B(O,OH)4-Komplexen
- Vc/D.01: Fabianit-Gruppe: Fabianit
- Vc/D.02: Hilgardit-Parahilgardit-Gruppe: Hilgardit (Strontiohilgardit), Parahilgardit (nicht anerkannter Polytyp), Tyretskit
  - Anhang: Heidornit, Hydrochlorborit, Ivanovit (Q)
- Vc/D.03: Veatchit-Gruppe: Veatchit, Veatchit-p (nicht anerkannter Polytyp)
- Vc/D.04: Nobleit-Reihe: Nobleit, Tunellit
  - Anhang: Mcallisterit (Macallisterit)

Schichten aus tetraedrischen B(O,OH)4-Komplexen
- Vc/D. – Unklassifiziert: Korzhinskit (Korschinskit), Einordnung als Phylloborat nicht durch Strukturbestimmung belegt[6]

#### Vc/E. Gerüstborate (Tektoborate)
Dreidimensional verknüpfte BO3- und BO4-Komplexe
- Vc/E.01: Hambergit-Rhodizit-Gruppe: Hambergit, Rhodizit
- Vc/E.02: Boracit-Gruppe: Boracit (Staßfurtit, Stassfurtit), Chambersit, Ericait

Dreidimensional verknüpfte BO4-Tetraeder
- Vc/E.03: Metaborit: Metaborit

## VI Sulfate, Chromate, Molybdate, Wolframate
Die Klasse der Sulfate umfasst neben den Salzen der Schwefelsäure auch die Salze Chromsäure, Molybdänsäure und Wolframsäure und damit die Chromate, Molybdate und Wolframate. Ebenfalls in diese Klasse einsortiert werden einige Selenate und Tellurate, soweit deren zweiwertige Komplexionen [SO4], [CrO4], [MoO4], [WO4], [SeO4] und [TeO4] tetraedrisch koordiniert sind.
Minerale, bei denen die genannten Komplexionen nicht tetraedrisch koordiniert sind wie z. B. Wolframit, finden sich in der Klasse der Oxide.

### VI/A. Wasserfreie Sulfate ohne fremde Anionen
Mit mittelgroßen Kationen
- VI/A.01: Chalkocyanit-Reihe: Chalkocyanit, Zinkosit

Mit sehr großen und mittelgroßen Kationen
- VI/A.02: Langbeinit-Reihe: Langbeinit, Manganolangbeinit
- VI/A.03: Vanthoffit-Yavapaiit-Gruppe: Vanthoffit, Yavapaiit

Mit sehr großen Kationen
- VI/A.04: Mercallit-Misenit-Gruppe: Letovicit, Mercallit, Misenit
- VI/A.05: Thénardit: Thénardit (Thenardit)
- VI/A.06: Arcanit-Reihe: Arcanit, Mascagnin (Mascagnit)
- VI/A.07: Glaserit-Anhydrit-Gruppe: Anhydrit, Aphthitalit (Glaserit), Glauberit, Kalistrontit, Palmierit
- VI/A.08: Baryt-Reihe: Anglesit, Baryt, Coelestin, Itoit, Kerstenit (nach Dana; diskreditiert, da identisch mit Molybdomenit oder Olsacherit)

### VI/B. Wasserfreie Sulfate mit fremden Anionen
Mit mittelgroßen Kationen
- VI/B.01: Dolerophanit-Antlerit-Gruppe: Antlerit, Brochantit, Dolerophanit
  - Anhang: Schuetteit

Mit sehr großen und mittelgroßen Kationen
- VI/B.02: Chlorothionit-Linarit-Gruppe: Anhydrokainit (Q), D’Ansit, Chlorothionit, Linarit, Schmiederit (Schmeiderit)
- VI/B.03: Alunit-Woodhouseit-Gruppe
  - VI/B.03a: Alunit-Reihe: Alunit, Ammoniojarosit, Argentojarosit, Beaverit, Hydroniumjarosit (Karphosiderit), Jarosit, Natroalunit, Natrojarosit, Osarizawait, Plumbojarosit
  - VI/B.03b: Woodhouseit-Reihe: Beudantit, Corkit, Hidalgoit, Hinsdalit, Kemmlitzit, Svanbergit, Weilerit, Woodhouseit

Mit sehr großen Kationen
- VI/B.04: Sulfohalit-Lanarkit-Gruppe: Caracolit, Galeit, Lanarkit, Schairerit, Sulfohalit
- VI/B.05: Burkeit-Hanksit-Gruppe: Caledonit, Burkeit, Hanksit, Leadhillit, Susannit, Wherryit

### VI/C. Wasserhaltige Sulfate ohne fremde Anionen
Mit mittelgroßen Kationen
- VI/C.01: Kieserit-Reihe: Bonattit, Gunningit, Kieserit, Poitevinit, Sanderit, Szmikit, Szomolnokit (Schmöllnitzit)
- VI/C.02: Leonhardtit-Reihe: Aplowit, Ilesit, Leonhardtit (diskreditiert als dehydratisierter Laumontit[2]), Rozenit, Starkeyit
- VI/C.03: Vitriol-Gruppe
  - VI/C.03a: Chalkanthit-Reihe: Chalkanthit, Pentahydrit, Siderotil
  - VI/C.03b: Hexahydrit-Reihe: Bianchit, Hexahydrit, Moorhouseit, Nickelhexahydrit
    - Anhang: Ferrohexahydrit, Retgersit

  - VI/C.03c: Melanterit-Reihe: Bieberit, Boothit, Mallardit, Melanterit, Zinkmelanterit (Sommairit)
  - VI/C.03d: Epsomit-Reihe: Epsomit, Fauserit (diskreditiert), Goslarit, Morenosit, Tauriscit (Q)
- VI/C.04: Rhomboklas-Coquimbit-Gruppe: Alunogen, Coquimbit, Kornelit, Lausenit, Paracoquimbit, Quenstedtit, Rhomboklas
  - Anhang: Zirkosulfat
- VI/C.05: Ransomit-Römerit-Gruppe: Ransomit, Römerit
- VI/C.06: Halotrichit-Reihe (Federalaune): Apjohnit, Bílinit (Bilinit), Dietrichit, Halotrichit, Pickeringit, Redingtonit (Q)

Mit sehr großen und mittelgroßen Kationen
- VI/C.07: Krausit-Tamarugit-Gruppe: Amarillit, Krausit, Tamarugit
  - Anhang: Kalinit, Mendozit
- VI/C.08: Alaun-Gruppe: Alaun-(K) (ehemals Kali-Alaun), Alaun-(Na) (ehemals Natron-Alaun), Tschermigit (ehemals Ammonalaun)
  - Anhang: Voltait
- VI/C.09: Kröhnkit-Goldichit-Gruppe: Ferrinatrit, Goldichit, Kröhnkit
- VI/C.10: Löweit-Reihe: Löweit
- VI/C.11: Astrakanit-Reihe: Blödit (Astrakanit)
- VI/C.12: Leonit-Reihe: Leonit
- VI/C.13: Schönit-Reihe: Boussingaultit, Cyanochroit, Mohrit, Pikromerit (Schönit)
- VI/C.14: Polyhalit-Reihe: Leightonit, Polyhalit
  - Anhang: Görgeyit

Mit sehr großen Kationen
- VI/C.15: Mirabilit-Syngenit-Gruppe: Koktait, Lecontit, Matteuccit, Mirabilit, Syngenit
- VI/C.16: Gips-Reihe: Ardealit, Gips
  - Anhang: Bassanit, Hoch-Bassanit

### VI/D. Wasserhaltige Sulfate mit fremden Anionen
Mit mittelgroßen Kationen
- VI/D.01: Langit-Vernadskyit-Gruppe: Ktenasit, Langit, Mooreit, Posnjakit, Torreyit
- VI/D.02: Butlerit-Amarantit-Gruppe: Amarantit, Butlerit, Fibroferrit, Parabutlerit, Hohmannit, Metahohmannit, Slavíkit (Slavikit),
- VI/D.03: Aluminit-Cyanotrichit-Gruppe: Aluminit, Chalkoalumit, Cyanotrichit, Felsőbányait (Felsöbanyait, Basaluminit), Glaukokerinit, Hydrobasaluminit, Meta-Aluminit, Minasragrit, Spangolith, Trudellit (diskreditiert als Mineralgemenge), Winebergit (Q), Zinkaluminit
- VI/D.04: Botryogen-Copiapit-Gruppe
  - VI/D.04a: Botryogen-Reihe: Botryogen, Zincobotryogen (Zinkbotryogen)
  - VI/D.04b: Copiapit-Reihe: Copiapit, Zincocopiapit (Zinkcopiapit)
  - Anhang: Guildit

Mit sehr großen und mittelgroßen Kationen
- VI/D.05: Kainit-Natrochalcit-Gruppe: Devillin, Kainit, Natrochalcit, Serpierit, Tatarskit, Uklonskovit
- VI/D.06: Schaurteit-Reihe: Despujolsit, Fleischerit, Schaurteit
  - Anhang: Arzrunit
- VI/D.07: Ettringit-Metavoltin-Gruppe: Ettringit, Humberstonit, Jouravskit, Klinoungemachit, Metasideronatrit, Metavoltin, Sideronatrit, Ungemachit
- VI/D.08: Gruppe der Uranyl-Sulfate
  - VI/D.08a: Uranopilit-Reihe: Metauranopilit (Meta-Uranopilit), Uranopilit, Zippeit
  - VI/D.08b: Johannit: Johannit

### VI/E. Chromate
- VI/E.01: Tarapacáit-Krokoit-Gruppe: Chromatit, Krokoit, Tarapacáit (Tarapacait)
- VI/E.02: Phönikochroit-Vauquelinit-Gruppe: Bellit (diskreditiert 2006), Fornacit, Hemihedrit, Phönikochroit (Phoenikochroit), Vauquelinit
  - Anhang: Iranit
- VI/E.03: Lópezit: Lópezit (Lopezit)

### VI/F. Molybdate und Wolframate
- VI/F.01: Scheelit-Reihe: Powellit, Scheelit, Stolzit
  - Anhang: Sedovit, Wulfenit
- VI/F.02: Lindgrenit-Ferrimolybdit-Gruppe (mit fremden Anionen bzw. H2O): Cousinit, Cuprotungstit, Ferrimolybdit, Ferritungstit (diskreditiert 2010), Iriginit, Lindgrenit, Moluranit, Mourit, Umohoit

## VII Phosphate, Arsenate, Vanadate
Zur Klasse der Phosphate, Arsenate, Vanadate gehören alle Minerale mit dem Anionenkomplex [PO4]3−, [AsO4]3− bzw. [VO4]3-.
Zusätzlich werden in diese Klasse noch die Uranylphosphate und -vanadate einsortiert.

### VII/A. Wasserfreie Phosphate, Arsenate und Vanadate ohne fremde Anionen
Kleine Kationen (und andere)
- VII/A.01: Berlinit-Beryllonit-Hurlbutit-Gruppe: Berlinit, Beryllonit, Hurlbutit, Lithiophosphat (Lithiophosphatit)

Mittelgroße Kationen (und andere)
- VII/A.02: Triphylin-Reihe: Ferrisicklerit, Heterosit, Lithiophilit, Natrophilit, Purpurit, Sicklerit, Triphylin
- VII/A.03: Graftonit-Reihe: Beusit, Graftonit
  - Anhang: Farringtonit, Sarkopsid

Große Kationen (und andere)
- VII/A.04: Stanfieldit-Brianit-Gruppe: Brianit, Panethit, Stanfieldit
- VII/A.05: Hagendorfit-Reihe: Alluaudit (Hühnerkobelit, Mangan-Alluaudit), Arseniopleit, Hagendorfit, Karyinit, Varulith
- VII/A.06: Arrojadit-Reihe: Arrojadit, Dickinsonit, Fillowit
- VII/A.07: Berzeliit-Reihe: Berzeliit, Griphit, Manganberzeliit
- VII/A.08: Stranskiit-Xanthiosit-Gruppe: Stranskiit, Xanthiosit
- VII/A.09: Monetit-Schultenit-Gruppe: Monetit, Schultenit, Weilit, Whitlockit
- VII/A.10: Xenotim-Reihe: Chernovit, Wakefieldit, Xenotim
- VII/A.11: Monazit-Reihe: Cheralith, Monazit, Písekit (Pisekit-Y), Rooseveltit
- VII/A.12: Rhabdophan-Reihe: Brockit, Rhabdophan
  - Anhang: Grayit, Lermontovit, Ningyoit
- VII/A.13: Pucherit-Gruppe: Pucherit

### VII/B. Wasserfreie Phosphate, Arsenate und Vanadate mit fremden Anionen
Kleine Kationen (und andere)
- VII/B.01: Herderit-Väyrynenit-Gruppe: Babefphit, Herderit, Hydroxylherderit (Hydroxyl-Herderit), Väyrynenit

Mittelgroße Kationen
- VII/B.02: Amblygonit-Reihe: Amblygonit, Montebrasit, Natramblygonit (Natromontebrasit, diskreditiert 2007), Tavorit
- VII/B.03: Triplit-Triploidit-Gruppe
  - VII/B.03a: Triplit-Reihe: Triplit, Wagnerit, Zwieselit
  - VII/B.03b: Triploidit-Reihe: Magniotriplit (auch Magnesiotriplit, diskreditiert 2004), Sarkinit, Triploidit, Wolfeit
  - Anhang: Parwelit
- VII/B.04: Adamin-Paradamin-Gruppe
  - VII/B.04a: Adamin-Reihe: Adamin, Eveit, Libethenit, Olivenit
  - VII/B.04b: Paradamin-Reihe: Paradamin, Tarbuttit
- VII/B.05: Lazulith-Reihe: Barbosalith, Lazulith, Scorzalith
  - Anhang: Lipscombit, Trolleit
- VII/B.06: Aerugit-Angelellit-Gruppe: Aerugit, Angelellit
- VII/B.07: Rockbridgeit-Dufrenit-Gruppe
  - VII/B.07a: Rockridgeit-Reihe: Frondelit, Rockbridgeit, Zinkrockbridgeit (diskreditiert als Varietät)
  - VII/B.07b: Dufrenit-Reihe: Andrewsit (diskreditiert 1990), Dufrénit (Dufrenit), Laubmannit
- VII/B.08: Pseudomalachit-Arsenoklasit-Gruppe: Arsenoklasit, Cornubit, Cornwallit, Pseudomalachit
- VII/B.09: Augelith-Cornetit-Klinoklas-Gruppe: Augelith, Cornetit, Klinoklas
- VII/B.10: Flinkit-Synadelphit-Gruppe: Allaktit, Chlorophoenicit, Asowskit (diskreditiert, da identisch mit Delvauxit), Flinkit, Hämatolith (Haematolith), Holdenit, Magnesiochlorophoenicit (Magnesiumchlorophoenicit, Magnesium-Chlorophoenicit), Retzian, Synadelphit

Große Kationen (und andere)
- VII/B.11: Tilasit-Descloizit-Gruppe
  - VII/B.11a: Tilasit-Reihe: Durangit, Isokit, Tilasit
  - VII/B.11b: Descloizit-Reihe: Adelit, Austinit, Descloizit, Duftit, Gabrielsonit, Konichalcit, Mottramit, Pyrobelonit, Tangeit, Turanit
- VII/B.12: Kirrolith-Brasilianit-Gruppe: Bøggildit (Böggildit), Brasilianit, Cafarsit, Cirrolit (Kirrolith, Q), Lacroixit
- VII/B.13: Palermoit-Carminit-Gruppe: Attakolith, Bertossait, Karminit (Carminit), Palermoit
  - Anhang: Mounanait
- VII/B.14: Bayldonit-Tsumebit-Gruppe: Arsentsumebit, Bayldonit, Tsumebit, Vésigniéit
- VII/B.15: Crandallit-Reihe: Crandallit, Dussertit, Florencit, Gorceixit, Goyazit (Lusungit), Plumbogummit, Waylandit
- VII/B.16: Apatit-Pyromorphit-Gruppe
  - VII/B.16a: Apatit-Reihe: Belovit, Carbonat-Fluorapatit (Carbonat-Apatit-(CaF)), Chlorapatit (Chlor-Apatit, Apatit-(CaCl)), Oxy-Apatit (Hypothetisch[7]), Hydroxylapatit (Hydroxyl-Apatit, Apatit-(CaOH))
  - VII/B.16b: Svabit: Svabit
  - VII/B.16c: Reihe der Silikat-Apatite: Britholith ((Abukumalit)), Ellestadit, Wilkeit
  - VII/B.16d: Pyromorphit-Reihe: Endlichit (auch Arsen-Vanadinit, diskreditiert), Fermorit (Strontiumarsen-Apatit, als monokliner Polymorph von Johnbaumit diskreditiert), Hedyphan (Calciumbarium-Mimetesit), Hydroxylpyromorphit (auch Hydroxyl-Pyromorphit, Hypothetisch), Kampylit (Phosphor-Mimetesit, diskreditiert), Mimetesit, Oxy-Pyromorphit (Hypothetisch), Polysphärit (auch Calcium-Pyromorphit, diskreditiert), Pyromorphit, Vanadinit
  - VII/B.16e: Achrematit: Achrematit (diskreditiert 1977)
- VII/B.17: Spodiosit-Reihe: Spodiosit (diskreditiert 2003)
- VII/B.18: Georgiadesit-Sahlinit-Atelestit-Gruppe: Atelestit, Georgiadesit, Sahlinit

### VII/C. Wasserhaltige Phosphate, Arsenate und Vanadate ohne fremde Anionen
- VII/C.01: Faheyit Faheyit
- VII/C.02: Hureaulith-Reihe: Hureaulith (ehemals Huréaulith), Sainfeldit
- VII/C.03: Scholzit-Volborthit-Gruppe: Fervanit, Scholzit, Volborthit
- VII/C.04: Phosphoferrit-Reihe: Landesit, Phosphoferrit, Reddingit
- VII/C.05: Klinovariscit-Variscit-Gruppe
  - VII/C.05a: Klinovariscit-Reihe: Kolbeckit, Metavariscit (Klinovariscit), Phosphosiderit (Klinostrengit)
  - VII/C.05b: Variscit-Reihe: Mansfieldit, Skorodit, Strengit, Variscit
- VII/C.06: Hopeit-Parahopeit-Gruppe: Hopeit, Parahopeit, Phosphophyllit,
- VII/C.07: Ludlamit-Anapait-Gruppe: Anapait, Ludlamit, Switzerit
  - Anhang: Lindackerit, Trichalcit (Q, möglicherweise mit Tirolit identisch[2]),
- VII/C.08: Newberyit-Steigerit-Gruppe (mit 3 H2O pro RO4): Koninckit, Metaschoderit, Newberyit, Steigerit
- VII/C.09: Richmondit-Schoderit-Gruppe (mit 4 H2O pro RO4): Richmondit (Q[8]), Schoderit
- VII/C.10: Bobierrit-Vivianit-Gruppe
  - VII/C.10a: Bobierrit-Reihe: Bobierrit, Manganohörnesit (Manganhörnesit, Mangan-Hörnesit)
  - VII/C.10b: Vivianit-Reihe: Annabergit, Erythrin, Hörnesit, Köttigit, Parasymplesit, Vivianit
  - Anhang: Ferrisymplesit, Symplesit
- VII/C.11: Rösslerit-Reihe: Phosphorrösslerit (Phosphorrößlerit), Rösslerit (Rößlerit)
- VII/C.12: Fairfieldit-Roselith-Gruppe
  - VII/C.12a: Fairfieldit-Reihe: Anorthoroselith (ehemals Roselith-β, Roselith-Beta, β-Roselith), Cassidyit, Collinsit, Fairfieldit, Messelit, Talmessit
  - VII/C.12b: Roselith-Reihe: Brandtit, Roselith
  - VII/C.12c: Pikropharmakolith: Pikropharmakolith
- VII/C.13: Struvit-Reihe: Struvit, Kaliumstruvit (Struvit-(K))
- VII/C.14: Hannayit-Chudobait-Gruppe: Chudobait, Dittmarit, Hannayit, Schertelit, Stercorit, Taranakit
- VII/C.15: Haidingerit-Brushit-Gruppe
  - VII/C.15a: Haidingerit: Haidingerit
  - VII/C.15b: Brushit-Reihe: Brushit, Churchit (Weinschenkit), Pharmakolith
- VII/C.16: Vladimirit-Rauenthalit-Gruppe: Guérinit, Rauenthalit, Vladimirit
- VII/C.17: Brackebuschit-Gruppe: Brackebuschit, Gamagarit, Pintadoit

### VII/D. Wasserhaltige Phosphate, Arsenate und Vanadate mit fremden Anionen
- VII/D.01: Moraesit-Roscherit-Gruppe: Bearsit, Glucin, Moraesit, Roscherit, Uralolith
- VII/D.02: Euchroit, Legrandit, Nissonit, Spencerit, Strashimirit, Tagilit (diskreditiert 2006, da identisch mit Pseudomalachit)
- VII/D.03: Vauxit-Metavauxit-Gruppe: Metavauxit, Pseudolaueit, Stewartit, Vauxit
  - Anhang: Sarmientit
- VII/D.04: Gordonit-Reihe: Gordonit, Laueit, Paravauxit, Sigloit
- VII/D.05: Strunzit-Beraunit-Gruppe: Beraunit, Bermanit, Destinezit, Diadochit, Ganomatit (Q), Kakoxen, Kryzhanovskit (Kryshanovskit), Pitticit, Strunzit, Tinticit
- VII/D.06: Souzalith-Wavellit-Gruppe: Gutsevichit (diskreditiert), Kingit, Souzalith, Wavellit
- VII/D.07: Childrenit-Reihe: Childrenit, Eosphorit
- VII/D.08: Türkis-Reihe: Chalkosiderit, Coeruleolaktit (Coeruleolactit, diskreditiert 2006), Faustit, Planerit, Türkis
- VII/D.09: Akrochordit-Tirolit-Gruppe (mit ungefähr 2 OH pro RO4): Akrochordit, Arthurit, Chenevixit, Tirolit
- VII/D.10: Delvauxit-Veszelyit-Gruppe (mit 3 OH pro RO4): Bolivarit, Delvauxit, Haemafibrit (Hämafibrit, diskreditiert, da identisch mit Synadelphit), Liskeardit, Rusakovit, Veszelyit
- VII/D.11: Lirokonit-Evansit-Gruppe: Chalkophyllit, Evansit, Lirokonit, Rosièresit (Rosieresit)
- VII/D.12: Overit-Morinit-Gruppe: Englishit, Lehiit (diskreditiert, da identisch mit Crandallit), Isoklas, Minyulit, Montgomeryit, Morinit, Overit,
- VII/D.13: Wardit-Reihe: Cyrilovit, Millisit (Pallit), Wardit
- VII/D.14: Leukophosphit-Pharmakosiderit-Gruppe: Barium-Alumopharmakosiderit (Barium-Alumopharmakosiderit), Bariopharmakosiderit (Barium-Pharmakosiderit), Leukophosphit, Pharmakosiderit
- VII/D.15: Santafeit-Arseniosiderit-Gruppe: Arseniosiderit, Bořickýit (Borickyit; diskreditiert, da möglicherweise identisch mit Delvauxit[9]), Calcioferrit, Foucherit (diskreditiert, siehe Bořickýit), Mitridatit, Richellit (Q), Santafeit, Xanthoxenit (Xanthoxen), Yukonit
- VII/D.16: Lavendulan-Reihe: Lavendulan, Sampleit, Zinklavendulan (diskreditiert 2006)
- VII/D.17: Chlorotil-Reihe: Chlorotil (veraltet für Agardit-Gruppe), Mixit
- VII/D.18: Arsenobismit-Walpurgin-Gruppe: Arsenobismit (diskreditiert, da Mineralgemenge), Phosphowalpurgin (Phosphat-Walpurgin), Walpurgin

Familie der Uranyl-Phosphate, -Arsenate und -Vanadate
- VII/D.19: Parsonsit-Reihe: Hallimondit, Parsonsit
- VII/D.20: Uranit-Gruppe (Uranglimmer)
  - VII/D.20a: Uranit-Reihe: Autunit, Bassetit, Fritzscheit, Heinrichit, Kahlerit, Kirchheimerit, Natrouranospinit (Natrium-Uranospinit), Nováčekit, Sabugalit, Saléeit, Torbernit (ehemals Uranit), Uramphit, Uranocircit, Uranospathit, Uranospinit, Zeunerit
  - VII/D.20b: Meta-Uranit-Reihe: Abernathyit, Meta-Ankoleit (Metaankoleit), Meta-Autunit (Metaautunit), Metabassetit (Meta-Bassetit; diskreditiert, da identisch mit Bassetit), Metaheinrichit (Meta-Heinrichtit), Metakahlerit (Meta-Kahlerit), Metakirchheimerit (Meta-Kirchheimerit), Metanatroautunit (Meta-Natrium-Autunit, Na-Meta-Autunit), Metanatrouranospinit (Meta-Na-Uranospinit), Metanováčekit (Metanovacekit, Meta-Novačekit), Metatorbernit (Meta-Torbernit), Metauramphit (Meta-Uramphit, Q), Metauranocircit (Meta-Uranocircit), Metauranospinit (Meta-Uranospinit), Metazeunerit (Meta-Zeunerit), Sincosit, Trögerit
  - VII/D.20c: Para-Uranit-Reihe: Para-Autunit (> 70 °C)
- VII/D.21: Phosphuranylit-Reihe: Arsenuranylit, Bergenit, Dewindtit, Phosphuranylit, Renardit (Q)
- VII/D.22: Dumontit-Hügelit-Gruppe: Coconinoit, Dumontit, Ferghanit (Q), Hügelit,
- VII/D.23: Carnotit-Tujamunit-Gruppe: Carnotit, Francevillit, Metatyuyamunit (Meta-Tujamunit), Sengierit, Vanuralit, Vanuranylit (diskreditiert 1968), Tyuyamunit (Tujamunit)
  - Anhang: Rauvit (Q), Uvanit (Q)

### VII/E. Verbindungen, die vom Inseltetraedertypus abweichen
- VII/E.01: Chervetit: Chervetit
- VII/E.02: Kehoeit: Kehoeit (diskreditiert als Gemenge)

## VIII Silikate
Grundbaustein der Silikate sind die [SiO4]4−-Tetraeder, die nach ihrer strukturell charakteristischen Verknüpfungsart in entsprechende Abteilungen unterteilt werden.
Die Klasse der Silikate ist nach dem Polymerisationsgrad der [SiO4]-Tetraeder weiter unterteilt in Inselsilikate, Gruppensilikate, Ringsilikate, Ketten- und Bandsilikate, Schichtsilikate und Gerüstsilikate.

### VIII/A. Inselsilikate (Nesosilikate)
Mit Kationen in tetraedrischer Koordination
- VIII/A.01: Phenakit-Reihe: Eukryptit, Phenakit, Willemit
  - Anhang: Liberit
- VIII/A.02: Trimerit-Larsenit-Gruppe: Esperit, Larsenit, Trimerit

Mit Kationen in oktaedrischer Koordination
- VIII/A.03: Olivin-Reihe: Fayalit (Hortonolith), Forsterit, Knebelit / Eisenknebelit (diskreditiert als Varietät der Fayalit-Tephroit-Serie), Olivin, Tephroit
- VIII/A.04: Monticellit-Reihe: Glaukochroit (Glaucochroit), Kirschsteinit, Merwinit, Monticellit
- VIII/A.05: Ca2SiO4-Gruppe: Bredigit, Calcio-Olivin, Larnit

Mit Kationen in oktaedrischer und hexaedrischer Koordination (usw.)
- VIII/A.06: Granat-Reihe
  - VIII/A.06a: Aluminium-Granate: Almandin, Grossular, Pyrop, Spessartin
  - VIII/A.06b: Eisen(III)-Granate: Andradit, Calderit
  - VIII/A.06c: Chrom-Granate: Knorringit, Uwarowit (Hanleit)
  - VIII/A.06d: Ti-, Zr- und V-Granate: Goldmanit, Kimzeyit
  - Anhang: Henritermierit

Zr-, Ti-, Nb-, Bi-Silikate
- VIII/A.07: Zirkon-Reihe: Coffinit, Thorit, Thorogummit, Uranothorit (als Varietät von Thorit diskreditiert), Zirkon
- VIII/A.08: Huttonit-Reihe: Huttonit, Tombarthit (diskreditiert 2016)
- VIII/A.09: Eulytin: Eulytin

### VIII/A’. Neso-Subsilikate
Mit Kationen in tetraedrischer Koordination (usw.)
- VIII/A’.01: Euklas-Hodgkinsonit-Gruppe: Beryllit, Euklas, Hodgkinsonit
- VIII/A’.02: Al2SiO5-Gruppe: Andalusit (Viridin), Kyanit (Cyanit), Sillimanit
  - Anhang: Mullit, Yoderit

Mit Kationen in oktaedrischer Koordination (usw.)
- VIII/A’.03: Topas-Staurolith-Sapphirin-Gruppe: Fraipontit, Sapphirin, Staurolith, Topas
- VIII/A’.04: Norbergit-Alleghanyit-Gruppe: Alleghanyit, Bismutoferrit, Chapmanit, Chondrodit, Humit, Klinohumit, Leukophönicit (Leukophoenicit), Norbergit (Grothin), Sonolith
- VIII/A’.05: Braunit-Långbanit-Gruppe: Braunit, Dixenit, Katoptrit, Långbanit, Mcgovernit, Welinit, Yeatmanit
- VIII/A’.06: Spurrit-Afwillit-Gruppe
  - VIII/A’.06a: Latiumit, Roeblingit, Spurrit, Thaumasit
  - VIII/A’.06b: Afwillit, Birunit (Q), Bultfonteinit, Hillebrandit
- VIII/A’.07: Titanit-Reihe: Malayait, Titanit (Sphen)
  - Anhang: Fersmanit, Tundrit
- VIII/A’.08: Steenstrupin-Cerit-Gruppe: Cerit, Steenstrupin, Thorosteenstrupin, Törnebohmit
- VIII/A’.09: Beckelith-Reihe: Beckelith (diskreditiert, da identisch mit Britholith-(Ce)), Lessingit, Rowlandit, Tritomit (Spencit)
- VIII/A’.10: Chloritoid-Gruppe: Chloritoid, Magnesiochloritoid (Magnesiumchloritoid), Ottrélith (Ottrelith)

Nesosilikate mit BO3-Dreiecken bzw. BO4-Tetraedern usw.
- VIII/A’.11: Stillwellit-Reihe: Stillwellit
  - Anhang: Cappelenit
- VIII/A’.12: Datolith-Gruppe: Bakerit (diskreditiert 2016), Calciogadolinit (als Varietät diskreditiert), Datolith, Gadolinit, Homilit
- VIII/A’.13: Dumortierit-Grandidierit-Gruppe: Dumortierit, Garrelsit, Grandidierit, Harkerit, Howlith, Kornerupin, Melanocerit, Painit, Serendibit

Familie der Uranyl-Silikate
- VIII/A’.14: Uranophan-(β-Uranophan)-Gruppe: Boltwoodit, Cuprosklodowskit, Kasolit (Orlit), Sklodowskit, Uranophan (Uranophan-Alpha, α-Uranophan), Uranophan-β (auch Uranophan-Beta oder β-Uranophan; heute: Parauranophan)
- VIII/A’.15: Weeksit-Gruppe (UO2 : SiO2 = 1 : 3): Haiweeit (Ranquilit), Weeksit
  - Anhang: Calcioursilit (Calcium-Ursilit), Soddyit, Ursilit

### VIII/B. Gruppensilikate (Sorosilikate)
Mit Si2O7-Gruppen ohne tetraederfremde Anionen
- VIII/B.01: Thortveitit-Thalénit-Gruppe: Thalénit (Thalenit), Thortveitit, Yttrialith (umbenannt in Yttrialith-(Y))
- VIII/B.02: Melilith-Reihe: Åkermanit, Gehlenit, Gugiait, Hardystonit, Melilith
  - Anhang: Fresnoit
- VIII/B.03: Barylith: Barylith
- VIII/B.04: Rankinit-Barysilit-Gruppe: Barysilit, Keldyshit, Kilchoanit, Nenadkevichit (Nenadkewitschit), Rankinit

Mit tetraederfremden Anionen
- VIII/B.05: Lawsonit-Ilvait-Gruppe: Ilvait, Lawsonit
- VIII/B.06: Cuspidin-Tilleyit-Gruppe: Cuspidin, Rustumit, Tilleyit
  - Anhang: Foshallasit (diskreditiert 2006), Suolunit (Solanit)
- VIII/B.07: Hemimorphit-Klinoedrit-Gruppe: Bertrandit, Hemimorphit, Klinoedrit
- VIII/B.08: Wöhlerit-Låvenit-Gruppe: Hiortdahlit (Guarinit[2]), Hellandit, Låvenit, Niocalit, Wöhlerit
  - Anhang: Labuntsovit
- VIII/B.09: Götzenit-Mosandrit-Gruppe: Götzenit, Mosandrit, Rinkit
- VIII/B.10: Seidozerit-Lamprophyllit-Gruppe: Bafertisit, Barytolamprophyllit, Ericssonit, Lamprophyllit, Rosenbuschit, Seidozerit
- VIII/B.11: Murmanit-Epistolit-Gruppe: Betalomonosovit (β-Lomonosovit, β-Lomonossowit), Epistolit, Lomonosovit (Lomonossowit), Murmanit
- VIII/B.12: Yoshimurait-Reihe: Innelit, Yoshimurait
- VIII/B.13: Nasonit-Gruppe: Ganomalith, Nasonit
  - Anhang: Molybdophyllit
- VIII/B.14: Melanotekit-Reihe: Kentrolith, Melanotekit

Mit SiO4-Inseln und Si2O7-Gruppen
- VIII/B.15: Epidot-Zoisit-Gruppe
  - VIII/B.15a: Epidot-Reihe: Allanit (Lombaardit), Epidot, Hancockit, Klinozoisit, Piemontit, Sursassit
  - VIII/B.15b: Zoisit: Zoisit
- VIII/B.16: Perrierit-Pumpellyit-Gruppe: Chevkinit (Tschevkinit, Tscheffkinit[2]), Julgoldit, Lombaardit (diskreditiert, Teil der Allanit-Gruppe), Perrierit, Pumpellyit
- VIII/B.17: Vesuvian: Vesuvianit (kurz Vesuvian)

Mit linearen Si3O10-Gruppen
- VIII/B.18: Aminoffit-Harstigit-Gruppe: Aminoffit, Harstigit, Krinovit
- VIII/B.19: Ardennit-Orientit-Gruppe: Ardennit, Orientit
- VIII/B.20: Zunyit: Zunyit
- VIII/B.21: Gruppe der unklassifizierten Sorosilikate: Canasit, Gageit, Hyalotekit, Ilímaussit (Ilimaussit), Jennit, Joaquinit, Naujakasit, Sørensenit (Sorensenit), Roggianit, Tuhualith

### VIII/C. Ringsilikate (Cyclosilikate)
Mit Dreierringen [Si3O9]6−
- VIII/C.01: Benitoitgruppe: Benitoit, Pabstit, Pseudowollastonit (Cyclowollastonit), Wadeit
- VIII/C.02: Walstromit-Reihe: Margarosanit, Walstromit
- VIII/C.03: Katapleitgruppe: Calciokatapleiit (Calciumkatapleit), Eudialyt (Barsanovit), Katapleiit (Katapleit)
  - Anhang: Jagoit

Mit Viererringen [Si4O12]8−
- VIII/C.04: Baotit-Axinit-Gruppe: Baotit, Axinit-(Fe) (Ferroaxinit), Kainosit, Axinit-(Mn) (Manganaxinit, als Varietät, 2004 anerkannt), Muirit, Papagoit, Taramellit, Tinzenit (als Varietät, nach Neudefinition 2016 anerkannt)

Mit Doppel-Viererringen [Si8O20]8−
- VIII/C.05: Ekanit: Ekanit

Mit Sechserringen [Si6O18]12−
- VIII/C.06: Beryll-Cordierit-Gruppe
  - VIII/C.06a: Beryll-Reihe: Bazzit, Beryll, Indialith
  - VIII/C.06b: Cordierit-Reihe: Cordierit, Sekaninait
- VIII/C.07: Combeit-Lovozerit-Gruppe: Combeit, Lovozerit, Traskit
- VIII/C.08: Turmalin-Reihe: Buergerit, Dravit, Elbait, Schörl (Schorl), Tsilaisit, Uvit
  - Anhang: Tienshanit, Verplanckit
- VIII/C.09: Dioptas: Dioptas

Mit Doppel-Secherringen [Si12O30]12−
- VIII/C.10: Milaritgruppe: Armenit, Merrihueit, Milarit, Osumilith, Roedderit, Sogdianit, Yagiit

### VIII/D. Kettensilikate und Bandsilikate (Inosilikate)
Mit Zweierketten [Si2O6]4−∞
- Pyroxenfamilie
  - VIII/D.01: Klinopyroxene (monoklin-prismatisch)
    - VIII/D.01a: Klinoenstatit-Reihe: Klinoenstatit, Klinoferrosilit, Klinohypersthen (diskreditiert als Varietät), Pigeonit
    - VIII/D.01b: Diopsid-Reihe: Diopsid, Hedenbergit, Johannsenit
    - VIII/D.01c: Jadeit-Reihe: Aegirin (Akmit), Jadeit, Kosmochlor
    - VIII/D.01d: Augit-Reihe: Aegirin-Augit, Augit, Fassait (diskreditiert als Varietät), Omphacit
    - VIII/D.01e: Spodumen-Reihe: Spodumen

  - VIII/D.02: Orthopyroxene: Enstatit-Reihe (rhombisch-dipyramidal) Enstatit (Bronzit), Hypersthen (diskreditiert als Mischkristall)
- VIII/D.03: Karpholith-Ramsayit-Gruppe: Ferrokarpholith, Karpholith, Lorenzenit (Ramsayit)
  - Anhang: Joesmithit
- VIII/D.04: Shattuckit-Plancheit-Gruppe: Ajoit, Plancheit, Shattuckit

Mit Doppel-Zweierketten (Bändern) [Si4O11]6−∞
- Amphibol-Familie
  - VIII/D.05: Klinoamphibole
    - VIII/D.05a: Cummingtonit-Reihe: Cummingtonit, Grunerit (Amosit), Manganocummingtonit (ehemals Tirodit, diskreditiert 2016 und Synonym für Klino-Suenoit), Klino-Ferro-Suenoit (ehemals Dannemorit und Manganogrunerit)
    - VIII/D.05b: Aktinolith-Reihe: Aktinolith, Ferro-Aktinolith (ehemals Ferroaktinolith), Tremolit
    - VIII/D.05c: Hornblende-Reihe: Basaltische Hornblende, Gemeine Hornblende, Edenit, Ferro-Edenit (ehemals Ferroedenit), Ferro-Hornblende (ehemals Barkevikit), Ferro-Tschermakit (ehemals Ferrotschermakit), Hastingsit, Kaersutit, Pargasit, Tschermakit
    - VIII/D.05d: Glaukophan-Reihe: Arfvedsonit, Eckermannit, Glaukophan, Kalium-Richterit (hier noch als Varietät, anerkannt 2017), Katophorit (Magnesiokatophorit), Klinoholmquistit (Klino-Holmquistit, diskreditiert 2004), Magnesio-Arfvedsonit (hier noch als Varietät, anerkannt 2013), Magnesio-Riebeckit (ehemals Magnesioriebeckit), Richterit, Riebeckit

  - VIII/D.06: Orthoamphibole: Anthophyllit-Reihe: Anthophyllit, Ferro-Gedrit (ehemals Ferrogedrit), Gedrit, Holmquistit
- VIII/D.07: Aenigmatit-Gruppe: Aenigmatit, Deerit, Hainit, Howieit, Magbasit, Rhönit, Tinaksit

Mit Dreierketten [Si3O9]6−∞
- VIII/D.08: Wollastonit-Gruppe
  - VIII/D.08a: Wollastonit(-1T)-Reihe: Bustamit(-1T), Pektolith, Serandit (Sérandit), Wollastonit(-1T)
  - VIII/D.08b: Wollastonit(-2M): Wollastonit(-2M) (Parawollastonit)
- VIII/D.09: Foshagit-Rosenhahnit-Gruppe: Foshagit, Rosenhahnit
- VIII/D.10: Tobermorit-Okenit-Gruppe: Nekoit, Okenit, Plombièrit (Plombierit), Riversideit, Tobermorit
  - Anhang: Istisuit (Q), Jusit (Q), Miserit, Scawtit, Yuksporit (Juxporit)

Mit Doppel-Dreierketten [Si6O17]10−∞ bzw. Bändern [Si6O15]6−∞
- VIII/D.11: Xonotlit: Xonotlit
- VIII/D.12: Elpidit: Elpidit

Mit Fünferketten [Si5O15]10−∞
- VIII/D.13: Rhodonit-Reihe: Babingtonit, Manganbabingtonit, Rhodonit
  - Anhang: Inesit

Mit Siebenerketten [Si7O21]14−∞
- VIII/D.14: Pyroxmangit: Pyroxmangit

Heterogene Kettentypen verschiedener Periodizität
- VIII/D.15: Batisit-Reihe: Batisit, Shcherbakovit (Scherbakovit)
  - Anhang: Krauskopfit
- VIII/D.16: Stokesit: Stokesit
- VIII/D.17: Alamosit: Alamosit
- VIII/D.18: Narsarsukit-Vlasovit-Gruppe: Narsarsukit, Lemoynit, Vlasovit
- VIII/D. – Unklassifiziert: Neptunit[10]

### VIII/D*. Übergangsstrukturen zu Schichtsilikaten (Phyllosilikaten)
- VIII/D*.01: Melinophan-Leukophan-Gruppe: Meliphanit (Melinophan), Leukophan
- VIII/D*.02: Eudidymit-Epididymit-Gruppe: Epididymit, Eudidymit, Litidionit
- VIII/D*.03: Bavenit-Prehnit-Gruppe: Bavenit, Prehnit
- VIII/D*.04: Leukosphenit: Leukosphenit
- VIII/D*.05: Astrophyllit-Reihe: Astrophyllit, Kupletskit, Niobophyllit
  - Anhang: Haradait
- VIII/D*.06: Zussmanit: Zussmanit

### VIII/E. Schichtsilikate (Phyllosilikate)
Mit tetragonalen oder pseudotetragonalen Schichtstrukturen
- VIII/E.01: Gillespit-Apophyllit-Gruppe
  - VIII/E.01a: Gillespit-Reihe: Cuprorivait, Gillespit
    - Anhang: Fenaksit

  - VIII/E.01b: Apophyllit: Apophyllit
- VIII/E.02: Dalyit: Dalyit
- VIII/E.03: Sanbornit-Gruppe: Sanbornit, Searlesit

Mit pseudohexagonalen und hexagonalen Schichtstrukturen
- VIII/E.04: Pyrophyllit-Talk-Gruppe: Minnesotait, Pyrophyllit, Talk
- VIII/E.05: Glimmer-Gruppe
  - VIII/E.05a: Muskovit-Reihe: Aluminoseladonit (Leukophyllit[2]), Glaukonit, Muskovit, Paragonit, Roscoelith, Seladonit
  - VIII/E.05b: Biotit-Reihe: Annit, Biotit (Mischkristall), Hendricksit, Lepidolith (Mischkristall), Phlogopit, Polylithionit (Lepidolith I), Siderophyllit, Tainiolith (Taeniolith), Trilithionit (Lepidolith II), Zinnwaldit (Mischkristall)
- VIII/E.06: Sprödglimmer-Gruppe: Anandit, Bityit, Clintonit (Xanthophyllit), Ephesit, Margarit
- VIII/E.07: Gruppe der Hydroglimmer
  - VIII/E.07a: Hydromuskovit-Reihe (dioktaedrisch): Brammallit (Hydroparagonit), Hydromuskovit (Gümbelit oder Illit, diskreditiert)
    - Anhang: Übergangsminerale zu den Montmorilloniten: Ca-Illit

  - VIII/E.07b: Hydrobiotit-Reihe (trioktaedrisch): Hydrobiotit, Hydrophlogopit (Q)
    - Anhang: Übergangsminerale zu den Vermiculiten: Bannisterit, Ekmanit (diskreditiert als Varietät), Ganophyllit, Parsettensit, Stilpnochloran (diskreditiert), Stilpnomelan
- VIII/E.08: Montmorillonit-Saponit-Gruppe
  - VIII/E.08a: Montmorillonit-Reihe (dioktaedrisch): Beidellit, Montmorillonit, Nontronit, Tosudit (Aluschtit), Volkonskoit (Wolchonskoit)
  - VIII/E.08b: Saponit-Reihe (trioktaedrisch): Hectorit (Ghassoulit), Medmontit (diskreditiert 2006), Saponit, Sauconit, Stevensit, Zinalsit (diskreditiert, da identisch mit Fraipontit)
  - Anhang: Vermiculite: Batavit (diskreditiert als eisenhaltige Varietät von Vermiculit), Protovermiculit (diskreditiert, da identisch mit Vermiculit[11]), Vermiculit
- VIII/E.09: Chlorit-Gruppe
  - VIII/E.09a: Dioktaedrische Chlorite: Cookeit, Donbassit, Manandonit, Sudoit
  - Trioktaedrische Chlorit-Reihen (09b–09e)
  - VIII/E.09b: Reihe der Talk-Chlorite: Klinochlor, Korundophilit, Pennin, Rhipidolith, Sheridanit, Talk-Chlorit (letztere diskreditiert als Varietäten)
  - VIII/E.09c: Reihe der Ferro-Chlorite: Brunsvigit, Daphnit, Pseudothuringit (diskreditiert als Varietäten)
  - VIII/E.09d: Reihe der Ferro-Ferri-Chlorite (Leptochlorite): Chamosit, Delessit (Hallit), Thuringit (letztere diskreditiert als Varietäten)
    - Anhang: Gonyerit, Pennantit

  - VIII/E.09e: Cr-Chlorite: Kämmererit, Kotschubeit  (diskreditiert als Varietäten)
- VIII/E.10: Kaolinit-Antigorit-Gruppe
  - VIII/E.10a: Kaolinit-Reihe (dioktaedrisch): Dickit, Kaolinit, Nakrit
  - VIII/E.10b: Serpentin-Reihe (trioktaedrisch): Amesit, Antigorit, Berthierin, Chrysotil, Cronstedtit, Greenalith, Grovesit (diskreditiert als Varietät von Pennantit), Karyopilit, Lizardit, Népouit (Nepouit)
- VIII/E.11: Unbenannte Gruppe
  - VIII/E.11a: Halloysit-Reihe (dioktaedrisch): Ablykit (Q), Chrysokoll, Hydrohalloysit (ehemals Halloysit-10Å, Endellit), Halloysit (ehemals Halloysit-7Å, Metahalloysit)
  - VIII/E.11b: Hydroserpentin-Reihe (trioktaedrisch): Hydroantigorit, Hydroamesit
  - Anhang: Allophane: Allophan (Ferriallophan), Hisingerit
- VIII/E.12: Pyrosmalith-Reihe: Bementit, Friedelit, Pyrosmalith, Schallerit, Tungusit
- VIII/E.13: Palygorskit-Sepiolith-Gruppe
  - VIII/E.13a: Palygorskit-Reihe: Palygorskit, Ferripalygorskit (diskreditiert als Varietät von Tuperssuatsiait[2])
  - VIII/E.13b: Sepiolith-Reihe: Loughlinit, Sepiolith, Ferrisepiolith
- VIII/E.14: Reyerit-Zeophyllit-Gruppe: Fedorit, Gyrolith, Reyerit, Zeophyllit
  - Anhang: Cavansit

Mit Tetraeder-Doppelschichten
- VIII/E.15: Macdonaldit-Wickenburgit-Gruppe: Cymrit, Delhayelith, Macdonaldit, Rhodesit, Wickenburgit

### VIII/F. Gerüstsilikate (Tektosilikate)
Ohne fremde Anionen
- VIII/F.01: Nephelin-Kaliophilit-Gruppe: Chkalovit (Tschkalowit), Kaliophilit, Kalsilit, Nephelin, Trikalsilit (Tri-Kalsilit)
  - Anhang: Bikitait, Petalit
- VIII/F.02: Analcim-Leucit-Gruppe: Analcim, Hsianghualith, Leucit, Pollucit, Viséit (auch Viseit, diskreditiert 1997), Wairakit
- VIII/F.03: Feldspat-Familie
  - VIII/F.03a: Kalifeldspate: Anorthoklas, Mikroklin, Orthoklas, Sanidin
    - Anhang: Buddingtonit

  - VIII/F.03b: Bariumfeldspate: Celsian, Hyalophan
  - VIII/F.03c: Plagioklase: Albit, Andesin, Anorthit, Bytownit, Labradorit, Oligoklas
    - Anhang: Reedmergnerit
- VIII/F.04: Paracelsian-Danburit-Gruppe: Banalsit, Danburit, Paracelsian

Mit fremden Anionen
- VIII/F.05: Cancrinit-Reihe: Afghanit, Cancrinit, Davyn, Mikrosommit, Vishnevit (Wischnewit), Wenkit
- VIII/F.06: Leifit-Reihe: Leifit, Karpinskit (Karpinskiit, Q)
- VIII/F.07: Sodalith-Nosean-Reihe: Haüyn, Lasurit, Nosean, Sodalith, Tugtupit
- VIII/F.08: Helvin-Reihe: Danalith, Genthelvin, Helvin
- VIII/F.09: Skapolith-Reihe: Marialith (Dipyr), Mejonit (Mizzonit)
  - Anhang: Kenyait, Magadiit, Sarkolith, Ussingit

Zeolith-Familie
- VIII/F.10: Natrolith-Gruppe: Edingtonit, Gonnardit, Mesolith, Mountainit, Natrolith, Skolezit, Thomsonit
- VIII/F.11: Dachiardit-Mordenit-Gruppe: Dachiardit (D’Achiardit), Ferrierit, Mordenit
  - Anhang: Laumontit
- VIII/F.12: Heulandit-Stilbit-Gruppe: Brewsterit, Epistilbit, Heulandit, Klinoptilolith (Natron-Heulandit), Stellerit, Stilbit
- VIII/F.13: Gismondin-Phillipsit-Gruppe: Garronit, Gismondin, Harmotom, Phillipsit, Yugawaralith
- VIII/F.14: Chabasit-Gruppe: Chabasit, Erionit, Gmelinit, Lévyn (Levyn), Offretit
- VIII/F.15: Faujasit-Paulingit-Gruppe: Ashcroftin, Faujasit, Paulingit

## IX Organische Verbindungen
Die Klasse der organischen Verbindungen enthält natürlich entstandene Salze organischer Säuren, aliphatische und aromatische Kohlenwasserstoffe, stickstoffhaltige Verbindungen (Amide organischer Säuren oder Heterocyclen) und Harze.

### IX/A. Salze organischer Säuren
- IX/A.01: Oxalat-Gruppe: Humboldtin, Minguzzit, Oxammit, Stepanovit, Weddellit, Whewellit, Zhemchuzhnikovit (Schemtschuschnikovit)
- IX/A.02: Mellit-Julienit-Gruppe: Calclacit, Earlandit, Julienit, Mellit, Pigotit (Q), Pošepnýit (Posepnyit, Q, anerkannt 2018)

### IX/B. Kohlenwasserstoffe
- IX/B.01: Paraffin-Reihe: Evenkit
- IX/B.02: Carbocyclische Verbindungen: Dinit, Fichtelit, Flagstaffit, Branchit (ehemals Hartit), Karpathit, Kratochvílit (Kratochvilit), Phylloretin (Q), Simonellit
  - Anhang: Graebeit (Q), Idrialin (Curtisit), Kladnoit, Refikit (Reficit), Scharizerit (Q), Ulmit (Q)

### IX/C. Harze
- IX/C.01: Bernstein: Bernstein, Valchovit (Walchowit, Q)